# 依莫帕米
依莫帕米是一种含氮有机化合物，化学式C23H30N2，能作为钙通道阻滞剂和固醇異構酶高亲和力配體。